# Corbion (entreprise)
Pour les articles homonymes, voir Corbion.
Corbion, anciennement CSM (du néerlandais Centrale Suiker Maatschappij, Société Centrale du Sucre en français), est une entreprise néerlandaise de l'agro-alimentaire  qui fait partie de l'indice AMX. 
Tournée à l'origine vers l’industrie du sucre de betterave, elle est devenue par la suite le plus grand fournisseur de produits de boulangerie et d'ingrédients du monde. De plus, elle domine le marché dans l'acide lactique et ses dérivés.

## Historique
En mai 2012, CSM décide de vendre sa production de produits de boulangerie et de se concentrer pleinement sur la bio-production, c'est-à-dire les filiales Purac et Caravan Ingredients.
En mars 2013, cette cession de l'activité boulangerie en Europe et en Amérique du Nord se produit : la société Rhône Capital Investissement acquiert pour un peu plus d'un milliard d'euros cette production ainsi que le nom de la société CSM. La finalisation de la transaction a lieu le 3 juillet 2013 et est également approuvée par les autorités américaines et européennes. Dès lors, les activités conservées par l'ancienne entreprise CSM change de nomination pour devenir Corbion.

### Identité visuelle (logo)

Logo de CSM de 1919 à juillet 2013 (toujours utilisé par CSM Bakery Supplies).
Logo de Corbion depuis juillet 2013.